# Папахи на башнях
«Папахи на башнях» — сатирический рассказ российского писателя Виктора Пелевина, впервые опубликованный в 1995 году в журнале «Огонёк».

## Содержание
Шамиль Басаев вместе со своими боевиками без особого сопротивления захватывает Московский Кремль. Он предполагает, что данный захват будет иметь огромное политические и экономическое значение. Однако вскоре всё превращается в абсурд. СМИ соревнуются за то, чтобы освещать эти события. В плен добровольно сдаются множество медийных персон, которые делают себе на этом имидж. В Кремле начинают снимать рекламные клипы, а также телешоу «Папахи на башнях», где рекламное время стоит 250000 долларов за минуту. Многие боевики отказываются от своих идей «Понимаешь… Раньше мы боролись за идею, да? А в Москву приехали, так поняли, что идей в этом мире очень много бывает. Любой выбирай, да?». На Басаева вскоре перестают обращать внимание. Осознав, что ситуация выходит из-под контроля, Басаев покидает Кремль и Москву вместе с небольшой группой верных ему боевиков. Напоследок он говорит в сторону Москвы: «горе тебе, Вавилон, город крепкий!».
Таким образом, несмотря на то, что армия и ФСБ оказываются бессильны перед боевиками Басаева, они вынуждены капитулировать перед российском медиаиндустрией. Здесь прослеживается некоторая параллель с «Войной миров» Герберта Уэллса.
Этим рассказом Пелевин демонстрирует, что после распада Советского Союза роль «зомбификатора» взяло на себя телевидение.